# Cupid (televisieserie)
Cupid is een Amerikaanse televisieserie die in 1998 en 1999 werd uitgezonden door ABC. Centraal in het verhaal staat een man genaamd Trevor Hale (Jeremy Piven) die gelooft dat hij Cupido is, met een missie om 100 koppels met elkaar te verbinden. Dr. Claire Allen (Paula Marshall), een psycholoog uit Chicago probeert hem te behandelen.
Cupid eindigde in 1999 na 15 afleveringen. In 2009 werd er een revival gestart met nieuwe acteurs, waarvan slechts zes afleveringen werden uitgezonden.

## Rolverdeling

### Hoofdrollen
- Jeremy Piven als Trevor Hale/Cupido
- Paula Marshall als Dr. Claire Allen
- Jeffrey D. Sams als Champ Terrace

### Gastrollen
- Connie Britton
- Joe Flanigan
- Laura Leighton
- Lisa Loeb
- Paul Adelstein
- Tiffani Thiessen
- Tim DeKay

## Afleveringen
| Aflevering | Naam                           | Uitzenddatum      |
| ---------- | ------------------------------ | ----------------- |
| 1          | "Pilot"                        | 26 september 1998 |
| 2          | "The Linguist"                 | 3 oktober 1998    |
| 3          | "Heaven, He’s in Heaven"       | 10 oktober 1998   |
| 4          | "A Truly Fractured Fairy Tale" | 17 oktober 1998   |
| 5          | "First Loves"                  | 24 oktober 1998   |
| 6          | "Meat Market"                  | 31 oktober 1998   |
| 7          | "Pick-Up Schticks"             | 7 november 1998   |
| 8          | "Heart of the Matter"          | 21 november 1998  |
| 9          | "The End of an Eros"           | 12 december 1998  |
| 10         | "Hung Jury"                    | 19 december 1998  |
| 11         | "A Great Personality"          | 7 januari 1999    |
| 12         | "Grand Delusions"              | 14 januari 1999   |
| 13         | "Bachelorette Party"           | 28 januari 1999   |
| 14         | "The Children’s Hour"          | 11 februari 1999  |
| 15         | "Botched Makeover"             | -                 |